# Sozialgerichtsgesetz
Das Sozialgerichtsgesetz (SGG) regelt in Deutschland das Verfahrensrecht und die Gerichtsverfassung in der Sozialgerichtsbarkeit sowie das Widerspruchsverfahren der Sozialbehörden.

## Geschichte
Das SGG wurde am 3. September 1953 verkündet und am nächsten Tag im Bundesgesetzblatt veröffentlicht.
Um das Jahr 1980 gab es Überlegungen, das Sozialgerichtsgesetz mit der Verwaltungsgerichtsordnung und der Finanzgerichtsordnung in einer gemeinsamen „Verwaltungsprozessordnung“ zusammenzufassen. Vertreter dieser drei Zweige der Gerichtsbarkeit nahmen an Beratungen teil. Es wäre denkbar gewesen, einen Allgemeinen Teil für alle drei Zweige der Gerichtsbarkeit voranzuschicken, und mit drei weiteren Teilen fortzufahren, die jeweils auf die Besonderheiten der einzelnen Zweige zugeschnitten gewesen wären. Die Beratungen kamen aber nie über das Stadium der Planung hinaus.

## Allgemeines
Das Sozialgerichtsgesetz bezeichnet die Sozialgerichte als besondere Verwaltungsgerichte, die von den Verwaltungsbehörden unabhängig sind (§ 1 SGG).
Der Instanzenzug ist dreigliedrig. Erstinstanzlich sind regelmäßig die Sozialgerichte, als Berufungsgerichte die Landessozialgerichte und als Revisionsgericht das Bundessozialgericht mit Sitz in Kassel zuständig.

## Zuständigkeiten
Die Sozialgerichte sind sachlich für folgende Streitigkeiten zuständig (§ 10 und § 51 SGG):
- Angelegenheiten der Sozialversicherung
- Arbeitsförderung
- Arbeitslosengeld II bzw. Bürgergeld
- seit dem 1. Januar 2005: Sozialhilfe
- soziale Entschädigung
- öffentliches Schwerbehindertenrecht
- Streitigkeiten zwischen Krankenkassen und
  - Vertragsärzten und Vertragszahnärzten
  - Krankenhäusern
  - Psychotherapeuten
  - sowie deren Kammern.

Die örtliche Zuständigkeit ergibt sich in der Regel bei dem Gericht, in dessen Bezirk der Kläger seinen Sitz hat.

## Besonderheiten
Die Spruchkörper bestehen aus Berufsrichtern und ehrenamtlichen Richtern. Die ehrenamtlichen Richter werden in den sozialversicherungsrechtlichen Streitigkeiten durch Arbeitgeber und Versicherte (ähnlich in der Arbeitsgerichtsbarkeit) gestellt.
Die Vorschriften des Sozialgerichtsgesetzes verdrängen die Regeln der Verwaltungsgerichtsordnung. Das Sozialgerichtsgesetz verweist ergänzend auf die Vorschriften der Verwaltungsgerichtsordnung, des Gerichtsverfassungsgesetzes und der Zivilprozessordnung.